# Petroupoli
Petroupoli (Grieks: Πετρούπολη) is een gemeente (dimos) in de Griekse bestuurlijke regio (periferia) Attica.